# Acrodontiella
Acrodontiella är ett släkte av svampar. Acrodontiella ingår i divisionen sporsäcksvampar och riket svampar.